# Carla Zijlstra
Carla Johanna Zijlstra (Sneek, 15 de marzo de 1969) es una deportista neerlandesa que compitió en patinaje de velocidad sobre hielo.
Ganó cuatro medallas en el Campeonato Mundial de Patinaje de Velocidad sobre Hielo en Distancia Individual entre los años 1996 y 1998.
Participó en tres Juegos Olímpicos de Invierno, ocupando el cuarto lugar en Albertville 1992, el séptimo en Lillehammer 1994 y el sexto en Nagano 1998, en la prueba de 5000 m.

## Palmarés internacional
| Campeonato Mundial en Distancia Individual | Campeonato Mundial en Distancia Individual | Campeonato Mundial en Distancia Individual | Campeonato Mundial en Distancia Individual |
| Año                                        | Lugar                                      | Medalla                                    | Prueba                                     |
| ------------------------------------------ | ------------------------------------------ | ------------------------------------------ | ------------------------------------------ |
| 1996                                       | Hamar (Noruega)                            | Medalla de plata                           | 5000 m                                     |
| 1997                                       | Varsovia (Polonia)                         | Medalla de plata                           | 5000 m                                     |
| 1997                                       | Varsovia (Polonia)                         | Medalla de bronce                          | 3000 m                                     |
| 1998                                       | Calgary (Canadá)                           | Medalla de bronce                          | 5000 m                                     |